# Proprietà fisiche del terreno
Le proprietà fisiche del terreno sono un insieme di caratteristiche del terreno derivate in parte dal suo stato fisico e in parte dalla sua natura chimica. La loro evoluzione influenza sia la vita delle piante, degli animali e dei microrganismi del terreno, sia la tecnica agricola in generale. Quest'ultima interagisce con le proprietà fisiche ma anche chimiche, modificandole in modo più o meno marcato allo scopo di rendere più ospitale l'ambiente per la biocenosi tellurica.

## Composizione

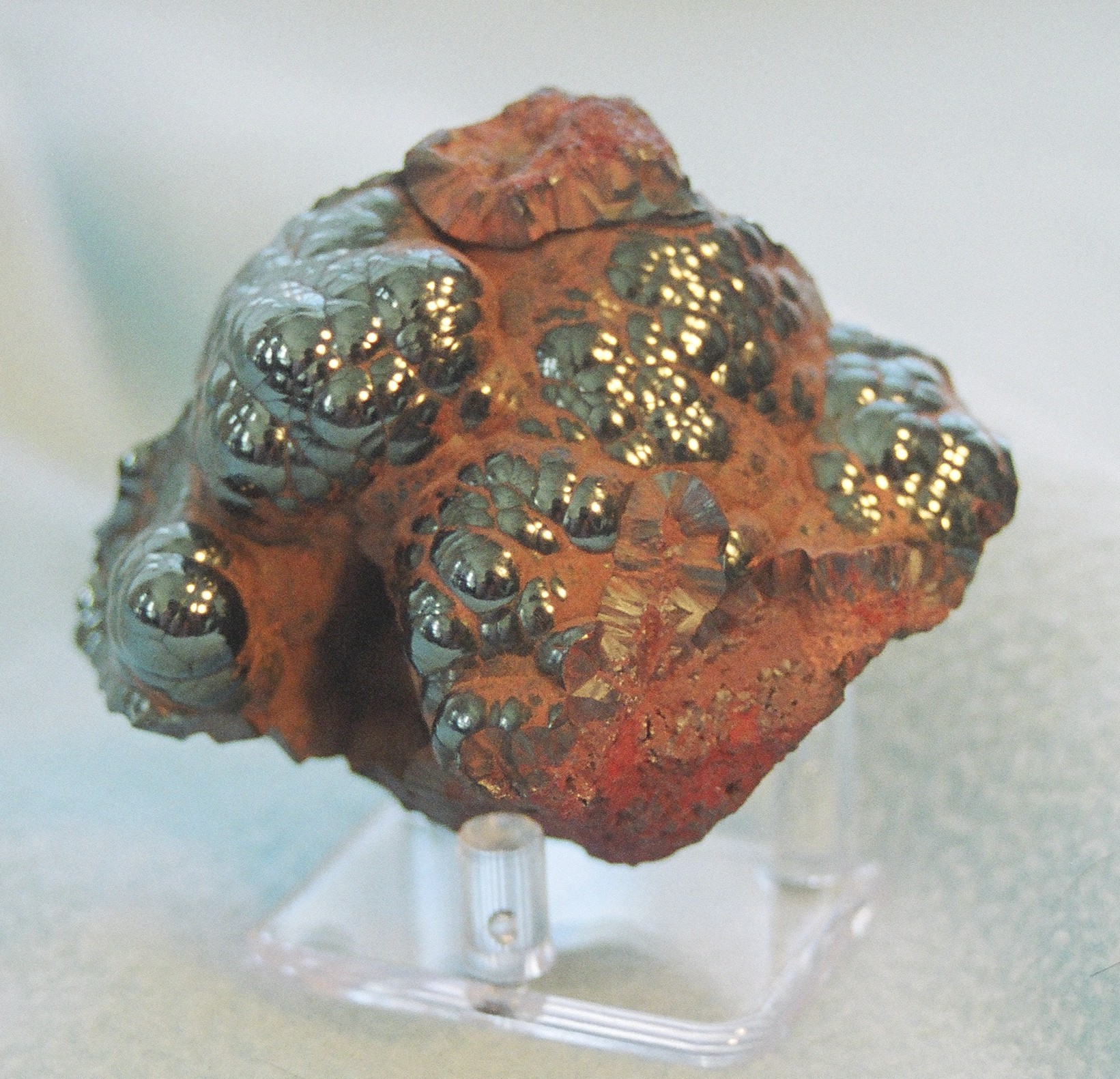
L'ematite è un ossido di ferro abbastanza comune nei terreni di ambiente caldo.

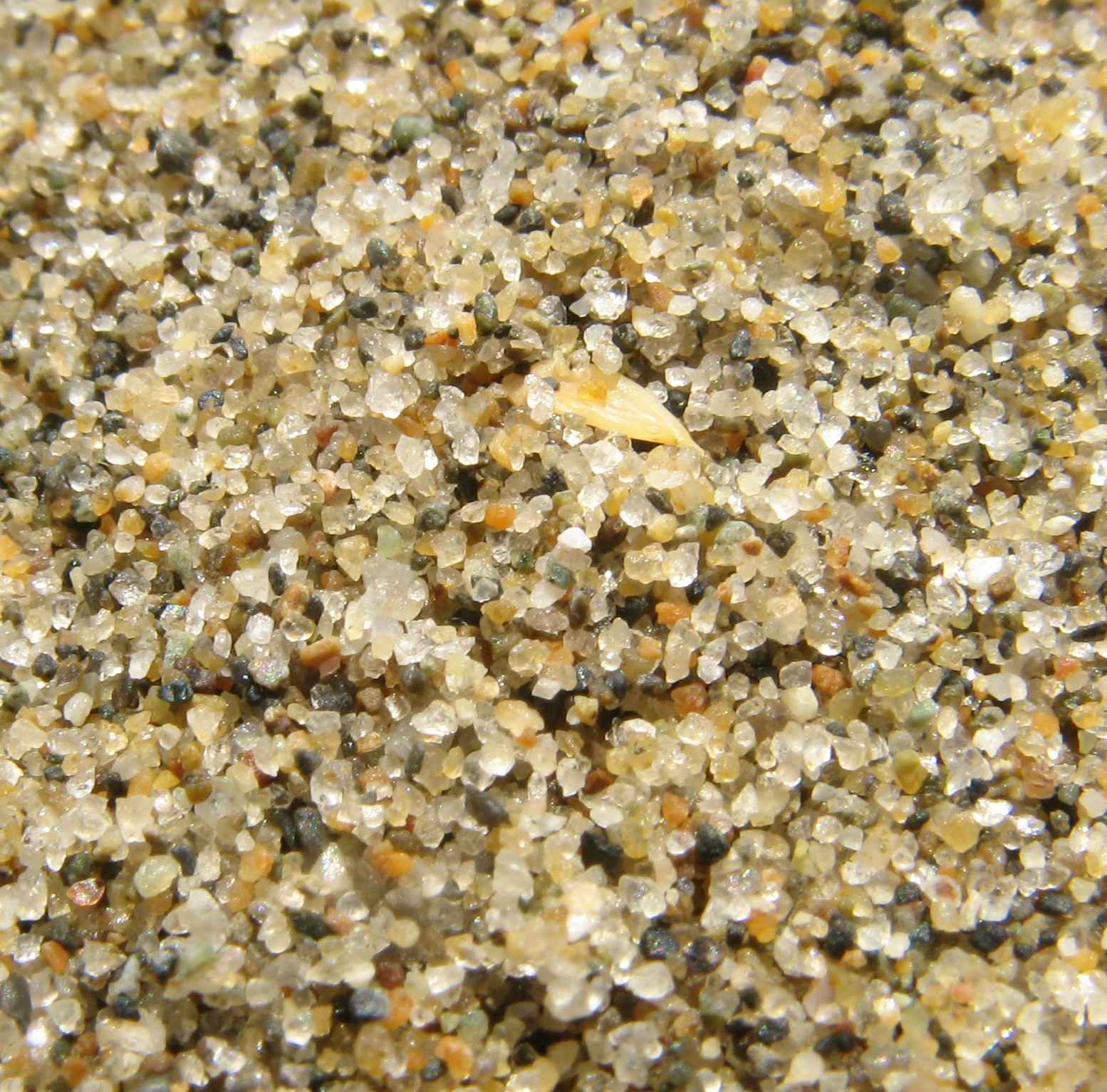
Particelle della dimensione della sabbia, composta prevalentemente da silicati, sono presenti praticamente in tutti i terreni.

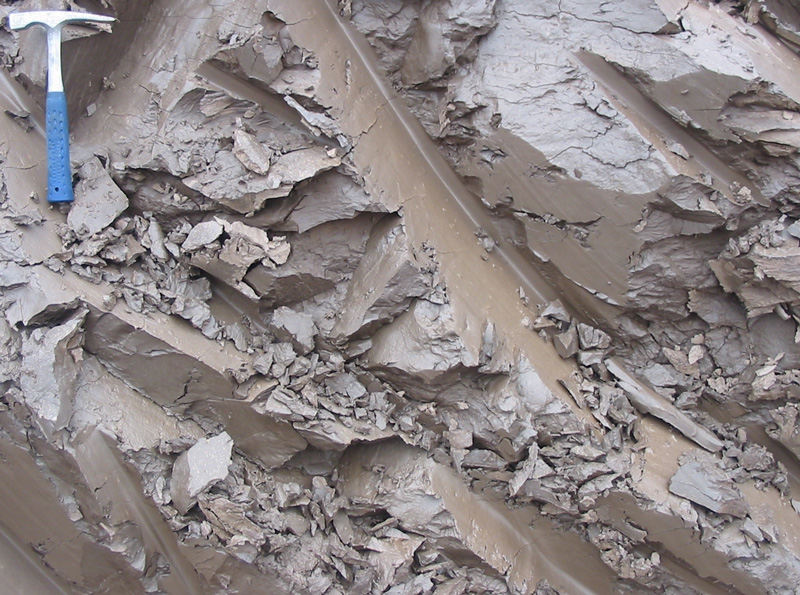
Anche l'argilla, con particelle invisibili ad occhio nudo, è presente in pressoché tutti i terreni.

Il terreno è un sistema complesso e dinamico composto da una fase solida, una liquida, una aeriforme. 

### Fase solida
La fase solida è composta dalle particelle terrose e dagli organismi viventi presenti nel terreno. La natura chimica delle particelle terrose è in parte inorganica e in parte organica; la loro origine è in parte mineralogica, in parte biologica, in parte chimica. La natura e l'origine delle particelle terrose hanno influenze dirette su molte proprietà fisiche e meccaniche del terreno (vedi sezioni successive).
Le particelle di origine minerale sono quelle derivate dal processo pedogenetico di disgregazione delle rocce. La composizione chimico-mineralogica è molto varia nei terreni alloctoni, in particolare quelli alluvionali, mentre è ridotta a pochi elementi e composti chimici nei terreni autoctoni, originatisi dalla roccia madre sottostante. In generale si tratta di silicati primari e secondari, carbonati, fosfati, idrossidi e ossidi. Altri sali, come ad esempio gli alogenuri e i solfati, sono componenti minori e presenti in quantità significative solo in terreni derivati da rocce particolari. Le particelle terrose sono in gran parte chimicamente inerti e, sotto tale aspetto, interagiscono con l'ecosistema del terreno solo in tempi molto lunghi. Per il comportamento fisico, quelle di dimensioni inferiori a 0,1μ hanno proprietà colloidali e hanno perciò un ruolo di interazione dinamica con gli altri componenti.
Le particelle di origine biologica sono composte da materiale organico derivato in gran parte dai resti e dai rifiuti degli organismi che compongono la biocenosi tellurica. Nel terreno agrario, tuttavia, è presente in quantità talvolta considerevole anche materiale organico incorporato artificialmente dall'uomo. Le particelle organiche si distinguono in due gruppi: sostanza organica in corso di decomposizione microbica e humus, derivato dalla trasformazione (umificazione) dei prodotti intermedi di tale prima decomposizione (alla quale seguirà la decomposizione ossidativa, con la completa mineralizzazione della sostanza organica). Come i microgranuli minerali, l'humus è dotato di proprietà colloidali, indispensabili per il bilancio idrico e le interazioni chimico-biologiche che avvengono nel terreno.
Le particelle di origine chimica sono derivate da processi di precipitazione o insolubilizzazione correlati all'interazione del terreno con l'acqua delle piogge e della falda freatica e con i composti chimici apportati con la concimazione. In generale si tratta di alogenuri, solfati, carbonati e fosfati.

### Fase liquida
La fase liquida è composta dalla soluzione circolante, in altri termini dall'acqua e dai sali minerali in essa disciolti. Questo componente del terreno è soggetto ad ampie fluttuazioni in virtù della dinamica degli apporti meteorici e di quelli da falda, dell'evapotraspirazione e della percolazione profonda. La proprietà fisica del terreno strettamente correlata alla fase liquida è il potenziale idrico. In stretto rapporto con la matrice solida influisce inoltre sulle proprietà meccaniche del terreno quali l'adesione, la coesione, la tenacità. La fase liquida concorre inoltre a determinare alcune proprietà fisico-chimiche, quali i fenomeni di adsorbimento che riguardano le interfacce fra la soluzione circolante e il complesso di scambio del terreno da un lato e il capillizio radicale da un altro.

#### Potenziale idrico
È una grandezza che esprime la forza con cui il terreno lega la soluzione circolante e, quindi, il lavoro necessario per sottrarre l'acqua al terreno. Per convenzione si misura in bar. Ha quasi sempre valori negativi, perciò le piante devono spendere energia per l'assorbimento radicale. Il potenziale idrico è determinato dall'umidità e dalle costanti idrologiche del terreno: raggiunge i valori più alti (virtualmente uguali a 0 bar) quando l'umidità è alla capacità idrica massima e i valori più bassi (variabili da -100 bar a -1000 bar secondo l'umidità relativa dell'aria) quando l'umidità scende al coefficiente igroscopico.
Il potenziale idrico è la risultante algebrica di più forze. Di norma concorrono le seguenti forze:
- Tensione matriciale o tensione capillare: è la forza con cui la matrice solida trattiene l'acqua in virtù dei fenomeni di capillarità e di adsorbimento. La tensione matriciale aumenta con il tenore in particelle fini e, in particolare, quelle dotate di proprietà colloidali. È la componente più significativa della tensione dell'acqua nel terreno agrario in condizioni ordinarie.
- Tensione osmotica: è la forza con cui i sali minerali della soluzione circolante trattengono l'acqua. In condizioni ordinarie ha un contributo minimo, ma può diventare considerevole nei terreni salini, nei terreni aridi e in quelli che hanno subito un apporto considerevole di concimi chimici.
- Tensione gravitazionale: è la forza con cui il terreno si oppone all'assorbimento dell'acqua in virtù della forza gravitazionale. Dal momento che l'assorbimento radicale è normalmente in grado di esercitare pressioni di aspirazione fino a valori di 15-25 bar, la tensione gravitazionale concorre in misura trascurabile nel determinare il potenziale idrico. Il suo apporto diventa significativo solo nel caso di alberi di considerevole altezza: ad esempio, una sequoia di 100 metri di altezza deve vincere un potenziale gravitazionale di circa 9,5 bar per consentire la risalita della linfa fino alle parti alte della chioma.

### Fase aeriforme o fase gassosa
È composta dall'atmosfera del terreno ed è in rapporto di complementarità con la fase liquida, dal momento che entrambe occupano gli spazi vuoti del terreno. L'atmosfera del terreno è in equilibrio dinamico con quella dell'aria e il gradiente di composizione è strettamente correlato alla resistenza offerta dal terreno agli scambi gassosi in superficie. In generale l'atmosfera del terreno è più ricca in anidride carbonica e più povera in ossigeno in quanto i processi respiratori della biocenosi edafica consumano O2 e liberano CO2. La fase aeriforme non ha influenze dirette sulle proprietà fisiche del terreno, tuttavia interferisce indirettamente sulla struttura attraverso l'azione del potenziale redox del terreno sui processi di mineralizzazione della sostanza organica.

## Tessitura
La tessitura o granulometria è la proprietà fisico-meccanica che identifica la composizione delle particelle terrose in base alle dimensioni, prescindendo dalla natura chimica e mineralogica. Si tratta di una delle più importanti proprietà del terreno perché ha riflessi diretti o indiretti su altre proprietà fisiche e meccaniche, su quelle chimiche e biologiche. Caratterizza il profilo termico, la permeabilità all'aria e all'acqua, la reattività della superficie, la lavorabilità. Ha strette interrelazioni con la dinamica della fase liquida e di quella solida e condiziona sensibilmente la stessa tecnica agronomica.

## Struttura

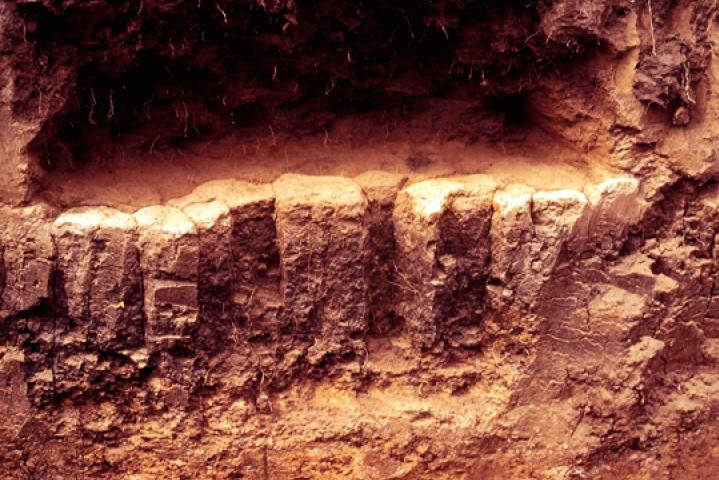
Struttura prismatica in un mollisuolo.

Per struttura di un terreno si intende la proprietà derivata dall'aggregazione delle particelle terrose e dalla reciproca disposizione spaziale sia degli aggregati sia delle singole particelle. L'esistenza di una struttura del terreno può modificare o esaltare i pregi o i difetti della tessitura e avere pertanto riflessi sulle proprietà fisiche, meccaniche e chimiche del terreno e sulla tecnica agronomica. Questa proprietà assume pertanto una particolare importanza nei terreni che hanno un tenore significativo in particelle fini (argilla) in quanto facilmente predisposti a difetti della fertilità meccanica. La tecnica agronomica interferisce sensibilmente sulla struttura migliorandola se eseguita razionalmente, peggiorandola o addirittura distruggendola se eseguita in modo irrazionale.

## Proprietà meccaniche
Il rapporto fra tessitura, struttura e umidità determina la manifestazione delle proprietà meccaniche vere e proprie.

### Densità
La densità esprime la massa del terreno riferita all'unità di volume. Si distingue fra la densità reale, che prende in considerazione solo il volume della frazione solida, e la densità apparente, che prende in considerazione il volume totale del terreno, compresi quindi gli spazi vuoti.
La densità reale è poco importante ai fini pratici. Il suo valore dipende in sostanza dalla natura chimica della frazione solida, mentre non ci sono particolari differenze in relazione alla tessitura. I terreni ricchi di silicati, indipendentemente dalla tessitura, hanno in media una densità reale di 2.600 kg/m3 che scende fino a valori dell'ordine di 2.300 kg/m3  nei terreni ad alto contenuto in calcare e dell'ordine di 2.000 kg/m3 in quelli torbosi.
La densità apparente può cambiare sensibilmente in relazione alla tessitura e alle sue interazioni con la struttura e con la lavorazione del terreno:
- I terreni sabbiosi hanno una densità apparente di 1500-1600 kg /m3, valori che diminuiscono del 15% a seguito delle lavorazioni.
- I terreni di medio impasto hanno una densità apparente di 1300-1400 kg/m3. Questi valori possono diminuire anche del 25% in relazione alla porosità creata dalle lavorazioni.
- I terreni argillosi e quelli limosi hanno una densità apparente dell'ordine di 1200 kg/m3. Questo valore può diminuire del 25% a seguito delle lavorazioni.
- I terreni torbosi hanno densità apparente dell'ordine di 900-1000 kg/m3. Il valore scende sensibilmente, anche del 30-35%, a seguito delle lavorazioni.

### Porosità
La porosità esprime il volume degli spazi vuoti del terreno come rapporto percentuale sul volume totale. Questa proprietà fisica influenza direttamente la dinamica della fase liquida e di quella aeriforme nel terreno e, indirettamente, la fertilità chimica. Ha una correlazione stretta con la struttura e con le lavorazioni.
Per porosità totale s'intende la porosità complessiva del terreno, all'interno della quale si distingue una microporosità e una macroporosità. Per convenzione si considerano macropori quelli con diametro superiore a 8 μm, micropori quelli con diametro inferiore a 8 µm.
La porosità totale determina la capacità d'invaso del terreno ed è correlata alla tessitura. In generale aumenta con il tenore in particelle fini e finissime, raggiungendo i valori più elevati nei terreni argillosi lavorati e quelli più bassi nei terreni sabbiosi. I terreni non lavorati hanno porosità totale variabile in genere dal 40% (terreni sabbiosi) al 50-55% (terreni argillosi e torbosi). A seguito delle lavorazioni può aumentare fino a valori del 50-70% (più alti nei terreni argillosi e torbosi).
La microporosità ha riflessi sulla capacità di ritenuta idrica ed è correlata sia alla tessitura sia alla struttura. In generale aumenta con il tenore in particelle fini e finissime, raggiungendo i valori più elevati nei terreni argillosi e limosi costipati o mal strutturati.
La macroporosità ha riflessi sulla permeabilità e sui movimenti dell'aria e dell'acqua nel terreno. È correlata principalmente alla tessitura, raggiungendo i valori più elevati nei terreni sabbiosi, ma è condizionata anche dallo stato strutturale e dalle lavorazioni. Queste ultime possono incrementare sensibilmente la macroporosità nei terreni colloidali migliorando il rapporto fra micro e macropori a favore di questi ultimi. Raggiunge invece i valori più bassi nei terreni a struttura compatta o concrezionata fino a renderli del tutto impermeabili e asfittici.
Il rapporto ottimale fra micropori e macropori dovrebbe essere di 1:1. In queste condizioni il terreno può ospitare un rapporto equilibrato fra fase liquida e fase aeriforme, consentendo l'accumulo di rilevanti riserve idriche nei micropori e la presenza di un adeguato rifornimento di aria, che occupa i macropori. Questi ultimi facilitano inoltre i movimenti dell'acqua nel terreno, permettendo l'infiltrazione e il drenaggio sottosuperficiale dell'acqua in eccesso. Infine un rapporto equilibrato fra macro e micropori determina un buon bilancio della sostanza organica con equilibrio fra i processi di umificazione e di mineralizzazione.
In definitiva i terreni eccessivamente macroporosi tendono ad essere molto permeabili e ben aerati, ma sono facilmente soggetti alla siccità e all'eccessiva mineralizzazione della sostanza organica con conseguente riduzione della fertilità chimica. I terreni eccessivamente microporosi tendono ad essere impermeabili e asfittici a causa della difficoltà di drenaggio dell'acqua in eccesso.

### Adesione e coesione
L'adesione è la forza con cui le particelle terrose sono legate da corpi estranei che vengono a contatto con il suolo (es. gli organi lavoranti degli attrezzi agricoli). Questa proprietà dipende dagli stessi fattori che determinano la coesione, ma cambia il comportamento in funzione dell'umidità: ha valori bassi con terreno asciutto, allo stato coesivo, aumenta con l'umidità fino a raggiungere un massimo con terreno allo stato plastico per poi decrescere ulteriormente quando il terreno passa allo stato fluido.
La coesione è la forza con cui le particelle terrose sono legate fra loro e si oppongono al distacco. Questa proprietà dipende dalla tessitura, dalla struttura e dall'umidità del terreno. Ha valori elevati con alto tenore in argilla, basso tenore in sostanza organica e con tendenza all'astrutturalità (struttura compatta e concrezionata) mentre è virtualmente nulla con alto tenore in sabbia e struttura incoerente. In funzione dell'umidità decresce passando dal terreno asciutto (stato coesivo) al terreno umido, raggiungendo valori minimi, virtualmente nulli, con terreno allo stato fluido.

## Temperatura

### Effetti
La temperatura di un terreno è un elemento di grossa importanza per la sua genesi e per la vita di tutti gli organismi che compongono la pedofauna. Temperature al di sotto del punto di congelamento inibiscono pressoché ogni forma di attività biologica, oltre a cristallizzare la soluzione circolante e impedire quindi ogni tipo di traslocazione di elementi all'interno del profilo; il terreno gelato si trova quindi in una sorta di "animazione sospesa".
Temperature positive ma comunque basse, sotto i 5 °C, permettono il movimento di acqua, ma rappresentano di fatto un ostacolo alla vita nel terreno: la germinazione di quasi tutti i semi è resa impossibile, così come lo sviluppo delle radici; uno strato con temperatura minore di 5 °C costituisce un vero e proprio impedimento fisico all'accrescimento vegetale, tanto quanto potrebbe esserlo uno strato indurito o uno strato con elevate concentrazioni saline.
L'alternanza fra periodi di gelo e disgelo ha anche degli importanti effetti fisici sul profilo di un terreno, producendo le cosiddette crioturbazioni.
Questo fa sì che la temperatura in un terreno venga calcolata essenzialmente in riferimento al primo metro di profondità, che costituisce per quasi tutte le specie vegetali il limite inferiore di radicazione.

### Fattori
La temperatura di un suolo è essenzialmente legata alla temperatura della massa d'aria immediatamente soprastante; possono tuttavia influire altri fattori, come ad esempio:
- l'eventuale copertura nevosa, dato che la neve è un discreto isolante termico; in caso di presenza di spessi strati di neve si possono avere temperature positive anche in caso di forti gelate esterne;
- quantità e distribuzione delle piogge: ad esempio, piogge estive frequenti impediscono, oltre al disseccamento, forti riscaldamenti del terreno;
- la tipologia di copertura vegetale, che può provocare o meno ombreggiamento della superficie del terreno limitando l'esposizione ai raggi solari diretti;
- il colore, dato che terreni scuri assorbono più calore di quelli chiari;
- le lavorazioni agrarie;
- la presenza e le fluttuazioni della falda acquifera.

### Fluttuazioni

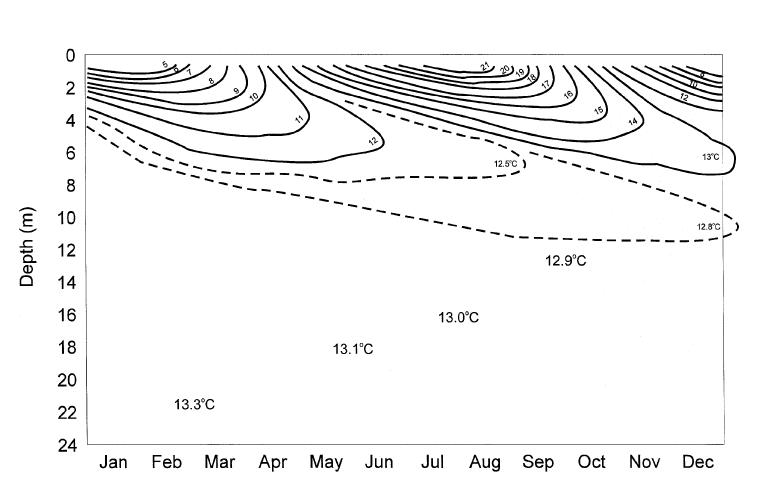
Fluttuazioni della temperatura con la profondità in un terreno e nella zona sottostante, Belgrado, Serbia.

Il valore di temperatura media annua di un terreno è all'incirca pari a quello della temperatura media annua dell'atmosfera soprastante: mano a mano che ci si approfonda diminuiscono tuttavia le escursioni termiche. In un terreno, la temperatura media annua è all'incirca la stessa ad ogni profondità; questo valore si mantiene generalmente immutato anche procedendo in profondità ben al di sotto del limite inferiore del suolo.
L'orizzonte superficiale di un suolo risente sia delle variazioni stagionali di temperatura che di quelle giornaliere, seppure in maniera più attenuata rispetto all'atmosfera; procedendo verso il basso spariscono gradualmente le escursioni giornaliere, fino ad azzerarsi a profondità di alcuni metri.
La Soil Taxonomy, la classificazione pedologica sviluppata dal Dipartimento dell'Agricoltura degli Stati Uniti cita vari esempi di suoli situati in climi differenti:
- in un suolo di ambiente temperato, situato nei dintorni di Belgrado in Serbia, le escursioni termiche stagionali si annullano a 14 metri di profondità, mentre sono di circa 16 °C a livello superficiale (le escursioni medie annue della temperatura dell'aria sono, per quella zona, di circa 22 °C)[4]
- altri studi hanno messo in evidenza che, in assenza di falda acquifera, le escursioni termiche stagionali si azzerano a profondità intorno a 20 metri in zone di alta latitudine (Alaska), 15 metri alle medie latitudini e 10 metri ai tropici.